# Kunsthaus Baselland

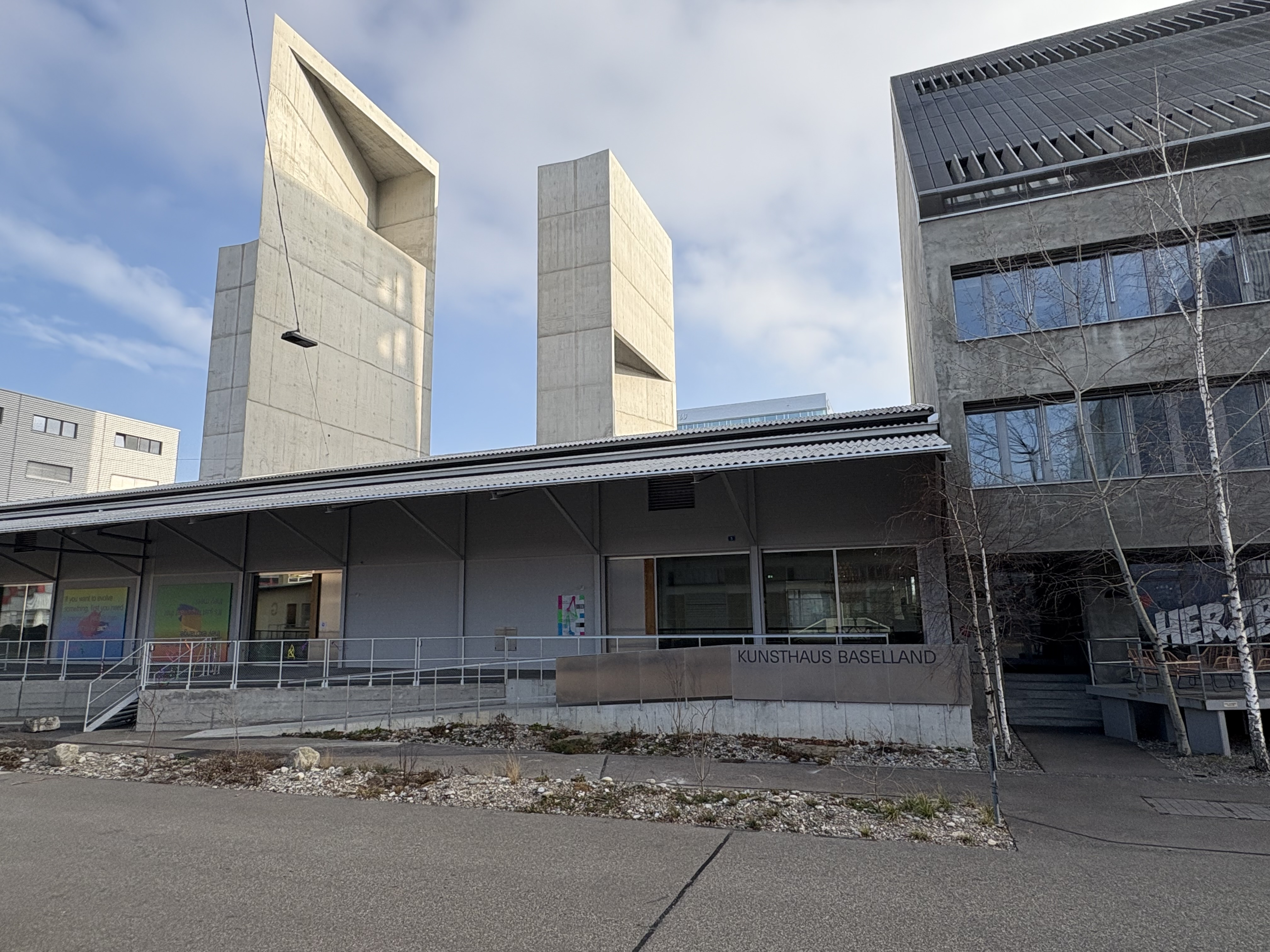
Eingang

Das Kunsthaus Baselland ist eine vom Kunstverein Baselland getragene Institution für zeitgenössische Kunst in der basellandschaftlichen Gemeinde Münchenstein an der Kantonsgrenze zu Basel-Stadt. Das Ausstellungshaus bezog im April 2024 ein neues Gebäude auf dem Dreispitz, entworfen von Buchner Bründler Architekten, transformiert von einer ehemaligen Champagner-Lagerhalle in einen Ort für zeitgenössische Kunst.

## Leitbild
Das Kunsthaus Baselland gehört zu den führenden Ausstellungshäusern für regionale, nationale und internationale zeitgenössische Kunst in der Region Basel. Seit 1998 bietet die Institution Kunstschaffende auf über 1400 m² eine Plattform für ihre Präsentation im Rahmen von Einzel-, Gruppen- oder thematischen Ausstellungen. Teilweise ermöglicht das Kunsthaus Baselland erste institutionelle Auftritte der Kunstschaffenden sowie Ausstellungskooperationen.
In wechselnden Gruppen- oder Einzelausstellungen werden aktuelle Projekte von etablierten und aufstrebenden Künstlern gezeigt. Ergänzt mit Publikationen, Vorträge und Gespräche mit Künstlern, Kulturschaffenden und Persönlichkeiten aus Wissenschaft, Wirtschaft, Politik und Bildung ist das Kunsthaus Baselland – trotz eingeschränkter Mittel – ein Ort, an dem vereinzelt auch Recherchen zu Künstlern und ihren Werken betrieben werden. Dazu wird vermehrt der Austausch mit benachbarten sowie international agierenden Hochschulen gepflegt. Das Kunsthaus Baselland nimmt als öffentliche Institution seinen Bildungsauftrag wahr und bietet zusammen mit seiner Ausstellungstätigkeit ein fundiertes Vermittlungsprogramm für Kinder, Jugendliche und Erwachsene, das konsequent weiter auf- und ausgebaut wird.
Das regionale Kunstgeschehen wird im Rahmen des international und überregional orientierten Ausstellungsprogramms ebenso berücksichtigt wie dessen Einbettung in internationale Diskurse. Ebenfalls im Kunsthaus Baselland findet in Kooperation mit rund einem Dutzend weiterer Institutionen die «Regionale» statt, eine Grossveranstaltung zur Dokumentation der Tätigkeit von bildenden Künstlern, die im trinationalen Raum (Nordwestschweiz, Südbaden und Elsass) leben.

## Geschichte
Träger des Kunsthauses ist der Kunstverein Baselland, der sich seit seiner Gründung im Jahr 1944 der Organisation und Durchführung von Ausstellungen und somit der Förderung der bildenden Kunst und des Kunstverständnisses widmet. Bis 1996 war die BEWE-Sammlung (Bruno und Elisabeth Weiss), deren Gründer Bruno und Elisabeth Weiss massgeblich zum Erwerb der Liegenschaft in Muttenz beigetragen haben, im Kunsthaus Baselland beheimatet. Die vorwiegend vom Kanton Baselland-Landschaft zur Verfügung gestellten Mittel kommen ausschliesslich dem künstlerischen Betrieb zugute. Die finanzielle Basis wird stetig durch Unterstützungsgesuche an Dritte erweitert, um Künstler in ihrer Werkproduktion bzw. den jeweiligen Ausstellungen im Kunsthaus Baselland zu unterstützen. Vor dem Umzug in die Helsinki-Strasse befand sich das Kunsthaus von 1997 bis Anfang 2024 in einem vom Kunstverein erworbenen ehemaligen Gewerbebau neben dem Fussballstadion St. Jakob.

## Direktoren/Kuratoren
Das Kunsthaus wird seit 1998 durch ein professionelles Kuratorium geführt. Von 1998 bis 2001 war Andreas Baur Direktor und Kurator und von 2001 bis 2013 Sabine Schaschl, der im August 2013 Ines Goldbach folgte.

## Bilder

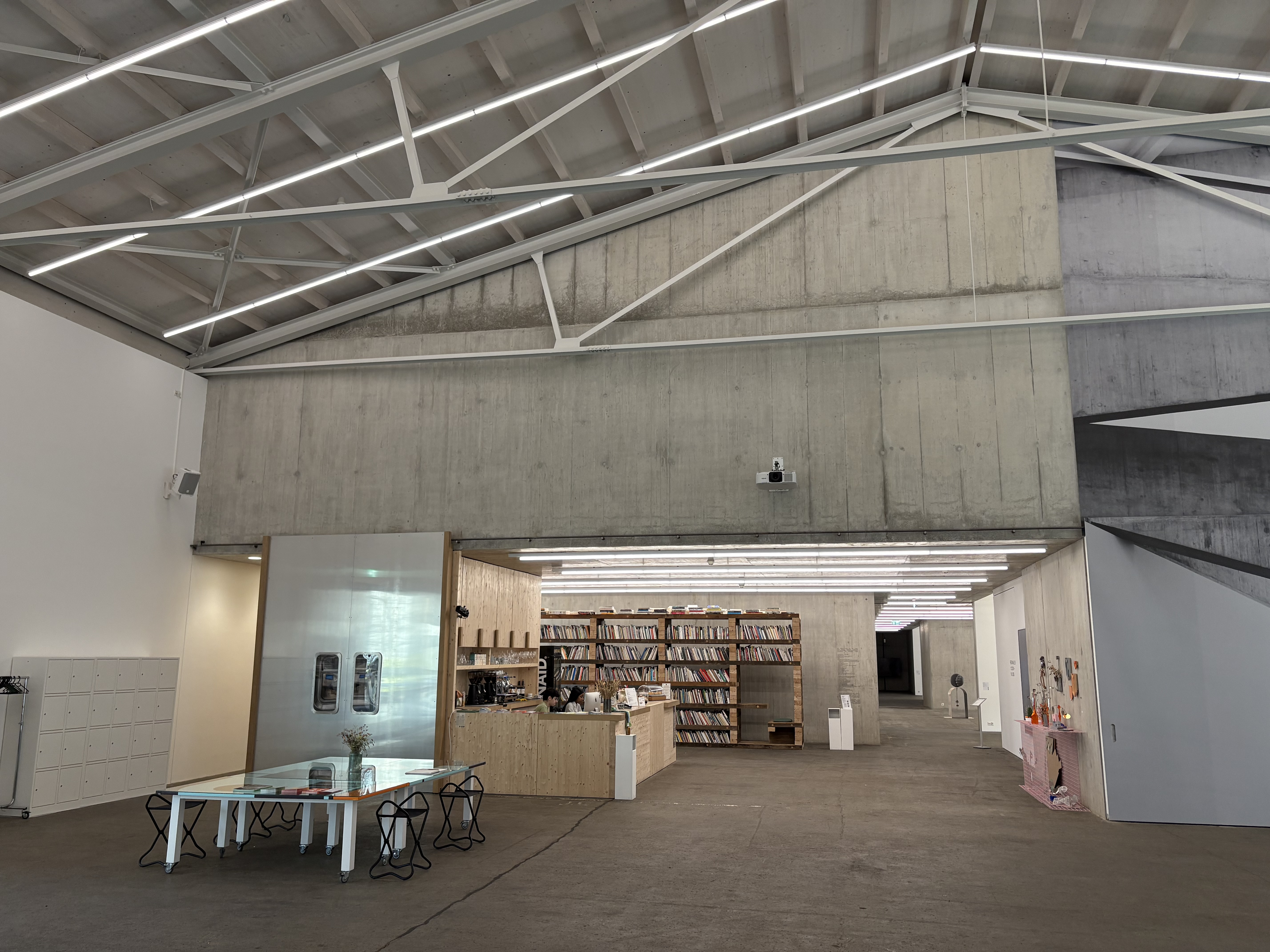
Eingangsbereich
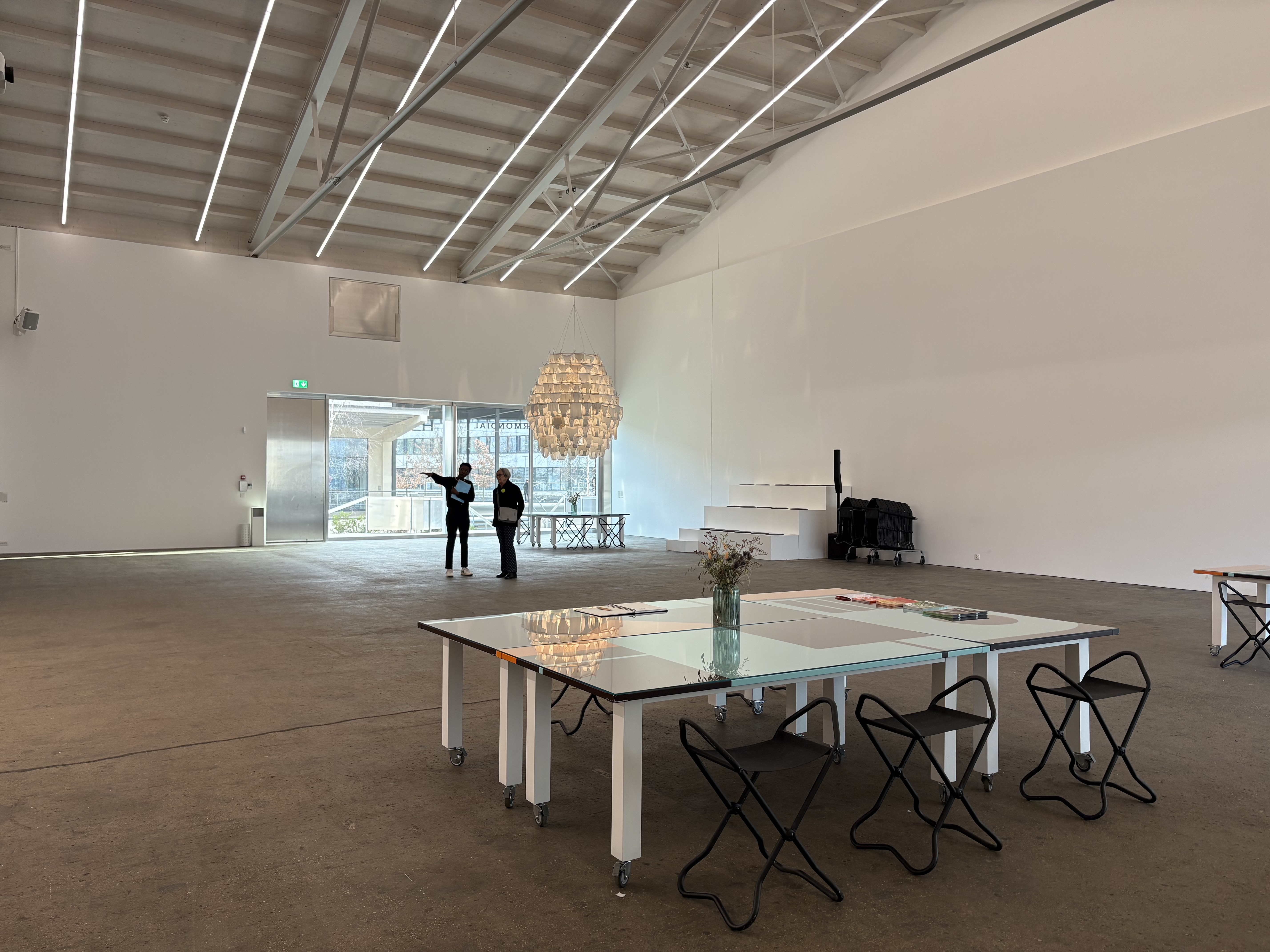
Eingangshalle
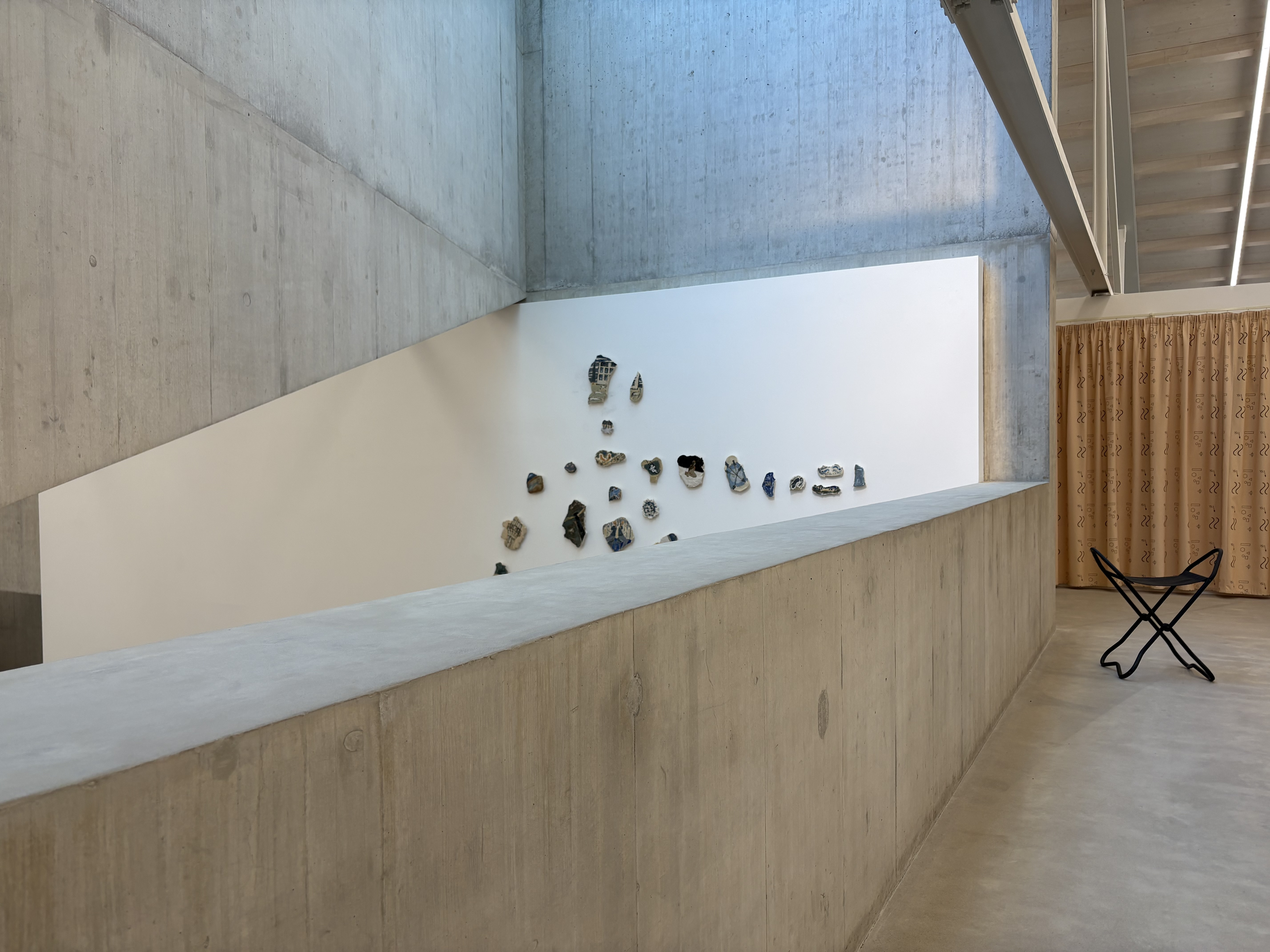
Im Obergeschoss

## Publikationen (Auswahl)
- Ines Goldbach, Käthe Walser (Hrsg.): Anna Winteler: Lignes Linien Lines. Verlag für moderne Kunst, 2020, ISBN 978-3-903269-62-0.
- I nerver said Umbrella: Itziar Okariz. Ane Rodriguez Armendariz, Tabakalera, Donostia/San Sebastian; Ines Goldbach, Kunsthaus Baselland, Muttenz/Basel; Manuel Segade, Centro de Arte Dos de Mayo, Madrid; Tabakalera San Sebastian (Hrsg.) 2019, ISBN 978-84-949236-4-7
- Ines Goldbach, Patricia Hug, Konrad Tobler: Daniel Göttin – Katalog. Mark Pezinger Books, 2016, ISBN 978-3-9524774-1-0 (deutsch, englisch).
- scrap: Sabine Hertig. Ines Goldbach, Kunsthaus Baselland (Hrsg.), Christoph Merian Verlag, Basel: 2018, ISBN 978-3-85616-857-5
- Hi There: Esther Hunziker. Ines Goldbach, Kunsthaus Baselland (Hrsg.), Kunsthaus Baselland Muttenz/Basel, Mark Pezinger Books, Wien: 2018, ISBN 978-3-9524774-2-7
- Beehave. Ines Goldbach, Kunsthaus Baselland, Muttenz/Basel (Hrsg.), Verlag für moderne Kunst, Wien: 2018, ISBN 978-3-903269-02-6
- Markus Amm. Ines Goldbach, Kunsthaus Baselland, Muttenz/Basel (Hrsg.), Karma, New York und Kunsthaus Baselland: 2017, ISBN 978-1-942607-72-4
- The Painter: Piero Golia. Ines Goldbach Kunsthaus Baselland (Hrsg.) / Piero Golia & Lorenzo Micheli Gigotti (Hrsg.), NERO, Rom: 2017, ISBN 978-88-8056-003-6
- The Invenory: Painting, Marcia Hafif. Ines Goldbach Kunsthaus Baselland (Hrsg.) / Roland Wäspe Kunstmuseum St. Gallen (Hrsg.) / Laguna Art Museum, VfmK Verlag für moderne Kunst GmbH, Wien: 2017, ISBN 978-3-903228-13-9
- Without having to fall into linear time: Doris Lasch. Ines Goldbach, Kunsthaus Baselland, Muttenz/Basel (Hrsg.), Mark Pezinger Books, Wien: 2017, ISBN 978-3-9524774-0-3
- Architekturfotografie: Bianca Pedrina, Ines Goldbach, Kunsthaus Baselland, Muttenz/Basel (Hrsg.), Mark Pezinger Books, Wien: 2017, ISBN 978-3-9524292-9-7
- Flipper: Maja Rieder, Ines Goldbach, Kunsthaus Baselland Muttenz/Basel (Hrsg.), Verlag für moderne Kunst, Wien: 2017, ISBN 978-3-903153-94-3
- Bruno Jakob, Ines Goldbach, Kunsthaus Baselland (Hrsg.), Kunsthaus Baselland/edition fink, Verlag für zeitgenössische Kunst, Basel/Zürich: 2016, ISBN 978-3-03746-205-8
- Edit Oderbolz: The moon is shining from the left, Ines Goldbach, Kunsthaus Baselland, Simone Neuenschwander (Hrsg.), argobooks, Berlin: 2016, ISBN 978-3-942700-76-4
- Christiane Löhr, Ines Goldbach, Kunsthaus Baselland (Hrsg.), Kunsthaus Baselland, Muttenz/Basel: 2016, ISBN 978-3-9524292-8-0
- Thomas Hauri, Ines Goldbach, Kunsthaus Baselland (Hrsg.), Kunsthaus Baselland, Muttenz/Basel: 2016, ISBN 978-3-9524292-5-9
- Max Leiß: Zeichensatz, Ines Goldbach, Kunsthaus Baselland (Hrsg.), Mark Pezinger Verlag, Muttenz/Basel: 2016, ISBN 978-3-9524292-6-6
- Jonathan Monk: Exhibit Model One, Ines Goldbach, Kunsthaus Baselland (Hrsg.), Mark Pezinger Verlag, Muttenz/Basel: 2016, ISBN 978-3-9524292-7-3
- Überzeichnen: Von Basel aus, Ines Goldbach, Kunsthaus Baselland, Cécile Hummel (Hrsg.), Kunsthaus Baselland/edition fink, Verlag für zeitgenössische Kunst, Basel/Zürich: 2015, ISBN 978-3-03746-189-1
- Lara Almarcegui, Ines Goldbach, Kunsthaus Baselland (Hrsg.), Christoph Merian Verlag, Basel: 2015, ISBN 978-3-85616-677-9
- Katharina Hinsberg: Feldern (Farben), Ines Goldbach, Kunsthaus Baselland(Hrsg.), Kunsthaus Baselland/Kunstsammlung Nordrhein-Westfalen, Basel/Düsseldorf: 2014/15, ISBN 978-3-902024-22-0
- Oliver Minder: High End Natural, Ines Goldbach, Kunsthaus Baselland (Hrsg.), Kunsthaus Baselland, Muttenz/Basel: 2015, ISBN 978-3-9524292-4-2
- Jan Hostettler: Beweise, Ines Goldbach, Kunsthaus Baselland, Jan Hostettler (Hrsg.), Kunsthaus Baselland, Muttenz/Basel: 2015, ISBN 978-3-9524292-3-5
- Boris Rebetez: Columnist, Ines Goldbach, Boris Rebetez (Hrsg.), Kunsthaus Baselland, Muttenz/Basel; 2014, ISBN 978-3-9524292-0-4
- Always Minimalist, Alexis Zavialoff, Erik Steinbrecher (Hrsg.), Kunsthaus Baselland, Muttenz/Basel: 2014, ISBN 978-2-940524-03-7
- Ariel Schlesinger, Ines Goldbach, Kunsthaus Baselland (Hrsg.), Christoph Merian Verlag, Muttenz/Basel: 2013, ISBN 978-3-85616-651-9
- Sofie Thorson: Schnitt A-A’ – Cut A-A’, Peter Pakesch, Sabine Schaschl, Katrin Bucher Trantow, Katia Huemer (Hrsg.), Silvana Editoriale, Milano: 2012, ISBN 978-88-366-2324-2
- Omer Fast: IN MEMORY, Sabine Schaschl, Kunsthaus Baselland (Hrsg.), Kunsthaus Baselland/The Green Box, Basel/Berlin: 2010, ISBN 978-3-941644-14-4
- Stefan Burger: sehr sehr dünne suppe, Sabine Schaschl, Urs Stahel (Hrsg.), Kunsthaus Baselland/Fotomuseum Winterthur/Christoph Merian Verlag, Muttenz/Winterthur/Basel: 2010, ISBN 978-3-85616-517-8
- The Art of failure – Schöner scheitern, Sabine Schaschl, Claudia Spinelli, Kunsthaus Baselland (Hrsg.), Kunsthaus Baselland/Christoph Merian Verlag, Muttenz/Basel: 2009, ISBN 978-3-85616-461-4
- Renate Buser: slightly urban, Sabine Schaschl, Kunsthaus Baselland (Hrsg.), Kunsthaus Baselland/Christoph Merian Verlag, Muttenz/Basel: 2008, ISBN 978-3-85616-385-3
- Wonderland, it’s beautiful, Sabine Schaschl-Cooper (Hrsg.), Kunsthaus Baselland, Muttenz/Basel: 2005, ISBN 3-906539-14-8
- Eric Hattan: Idee a voir, Sabine Schaschl Cooper (Hrsg.), Kunsthaus Baselland, Muttenz/Basel: 2003, ISBN 3-906539-12-1
- Sabine Schaschl, Bettina Steinbrügge, René Zechlin (Hrsg.): Cooling Out – On the Paradox of Feminism. JRP Ringier, 2000, ISBN 3-905770-83-0.